# Молодівська сільська рада
Молоді́вська сільська́ ра́да — адміністративно-територіальна одиниця та орган місцевого самоврядування в Вовчанському районі Харківської області. Адміністративний центр — село Молодова.

## Загальні відомості
- Молодівська сільська рада утворена в 1918 році.
- Територія ради: 79,23 км²
- Населення ради: 659 осіб (станом на 2001 рік)
- Територією ради протікає річка Сіверський Донець.

## Населені пункти
Сільській раді підпорядковані населені пункти:
- с. Молодова

## Склад ради
Рада складається з 14 депутатів та голови.
- Голова ради: Тимофєєв Віктор Іванович
- Секретар ради: Козир Галина Григорівна

### Керівний склад попередніх скликань
| Прізвище, ім'я, по батькові    | Основні відомості                                                                       | Дата обрання | Дата звільнення |
| ------------------------------ | --------------------------------------------------------------------------------------- | ------------ | --------------- |
| Проуторов Григорій Олексійович | Сільський голова, 1960 року народження, член Народної партії                            | 26.03.2006   | 31.10.2010      |
| Тимофєєв Віктор Іванович       | Сільський голова, 1964 року народження, освіта середня спеціальна, член Партії регіонів | 31.10.2010   |                 |

Примітка: таблиця складена за даними сайту Верховної Ради України

### Депутати
За результатами місцевих виборів 2010 року депутатами ради стали:

#### За суб'єктами висування
| Суб'єкт висування | Кількість обраних депутатів | %    |
| ----------------- | --------------------------- | ---- |
| Партія регіонів   | 10                          | 71,4 |
| Самовисування     | 4                           | 28,6 |

#### За округами
| № округу        | Прізвище, ім'я, по батькові    | Дата визнання обраним | Освіта             | Партійна приналежність | Відомості про обраного депутата               |
| --------------- | ------------------------------ | --------------------- | ------------------ | ---------------------- | --------------------------------------------- |
| Партія регіонів |                                |                       |                    |                        |                                               |
| 1               | Козир Галина Григорівна        | 03.11.2010            | вища               | член Партії регіонів   | Молодівська сільська рада, секретар           |
| 2               | Манько Сергій Іванович         | 03.11.2010            | вища               | член Партії регіонів   | Вовчанський енергозбут, контролер             |
| 4               | Бережна Тетяна Олексіївна      | 03.11.2010            | середня            | член Партії регіонів   | тимчасово не працює                           |
| 7               | Шингарьова Неля Іванівна       | 03.11.2010            | середня            | член Партії регіонів   | тимчасово не працює                           |
| 8               | Титаренко Марія Федорівна      | 03.11.2010            | вища               | член Партії регіонів   | Молодівська сільська рада, бухгалтер головний |
| 9               | Толстой Євген Вікторович       | 03.11.2010            | середня            | член Партії регіонів   | тимчасово не працює                           |
| 10              | Коростельова Ірина Борисівна   | 03.11.2010            | середня            | член Партії регіонів   | Молодівське відділення зв'язку, листоноша     |
| 12              | Губіна Катерина Іванівна       | 03.11.2010            | вища               | член Партії регіонів   | ПП «Хмельов», продавець                       |
| 13              | Андренко Людмила Олександрівна | 03.11.2010            | вища               | член Партії регіонів   | Молодівська загальноосвітня школа, вчитель    |
| 14              | Андренко Олександр Миколайович | 03.11.2010            | середня            | член Партії регіонів   | База відпочинку «Вогник», охоронець           |
| Самовисування   |                                |                       |                    |                        |                                               |
| 3               | Александрова Людмила Франківна | 03.11.2010            | середня спеціальна | позапартійна           | тимчасово не працює                           |
| 5               | Зорін Павло Андрійович         | 03.11.2010            | середня            | позапартійний          | тимчасово не працює                           |
| 6               | Тимофєєва Валентина Миколаївна | 03.11.2010            | середня            | позапартійна           | тимчасово не працює                           |
| 11              | Проуторов Олександр Іванович   | 03.11.2010            | вища               | позапартійний          | Будівельна фірма, директор                    |